# 韦洛尔
韦洛尔是印度泰米尔纳德邦的一座城市，人口约39万，印度工程类前茅的韦洛尔科技大学和印度顶尖医学院CMC学院座落于此。（2001年）。

## 人口
该地2001年总人口177413人，其中男性88048人，女性89365人；0—6岁人口18833人，其中男9670人，女9163人；识字率73.96%，其中男性为79.89%，女性为68.12%。